# Bahnstrecke Divača–Koper
| Spurweite: | 1435 mm (Normalspur) |                                       |                                       |
| Stromsystem: | 3 kV =               |                                       |                                       |
| Maximale Neigung: | 17 ‰                 |                                       |                                       |
| |                      |                                       |                                       |
| \| \| \| von Ljubljana \| \| \| \| \| Divača \| 433 m. i. J. \| \| \| \| von Triest \| \| \| \| \| nach Pula \| \| \| \| \| Lokev-Tunnel (6714 m) \| \| \| \| \| Glinščica-Viadukt \| \| \| \| \| Beka-Tunnel (6017 m) \| \| \| \| \| Gabrovica-Viadukt[Anm. 1] \| \| \| \| \| Stepani-Tunnel (335 m) \| \| \| \| \| Tinjan-Tunnel (1949) m \| \| \| \| \| Tunnel Osp 1 \| \| \| \| \| Tunnel Osp 2 (zusammen 513 m) \| \| \| \| \| Mlinarji-Tunnel (1154 m) \| \| \| \| \| Vinjan-Viadukt (647 m) \| \| \| \| \| Škofije-Tunnel (3808 m) \| \| \| \| \| von Prešnica cepišče \| \| \| \| \| Bivje cepišče \| \| \| \| \| nach Koper tovorna (Güterbahnhof) \| \| \| \| \| nach Koper potniška (Personenbahnhof) \| \| \| \| \| \| \| \| Quellen: [1][2] \| \| \| \| |                      |                                       |                                       |
| Strecke |                      | von Ljubljana                         | von Ljubljana                         |
| Bahnhof |                      | Divača                                | 433 m. i. J.                          |
| Abzweig geradeaus, nach rechts und von rechts |                      | von Triest                            | von Triest                            |
| Abzweig ehemals geradeaus und nach links |                      | nach Pula                             | nach Pula                             |
| Tunnel (Strecke außer Betrieb) |                      | Lokev-Tunnel (6714 m)                 | Lokev-Tunnel (6714 m)                 |
| Brücke über Wasserlauf (Strecke außer Betrieb) |                      | Glinščica-Viadukt                     | Glinščica-Viadukt                     |
| Tunnel (Strecke außer Betrieb) |                      | Beka-Tunnel (6017 m)                  | Beka-Tunnel (6017 m)                  |
| Brücke über Wasserlauf (Strecke außer Betrieb) |                      | Gabrovica-Viadukt                     | Gabrovica-Viadukt                     |
| Tunnel (Strecke außer Betrieb) |                      | Stepani-Tunnel (335 m)                | Stepani-Tunnel (335 m)                |
| Tunnel (Strecke außer Betrieb) |                      | Tinjan-Tunnel (1949) m                | Tinjan-Tunnel (1949) m                |
| Tunnel (Strecke außer Betrieb) |                      | Tunnel Osp 1                          | Tunnel Osp 1                          |
| Tunnel (Strecke außer Betrieb) |                      | Tunnel Osp 2 (zusammen 513 m)         | Tunnel Osp 2 (zusammen 513 m)         |
| Tunnel (Strecke außer Betrieb) |                      | Mlinarji-Tunnel (1154 m)              | Mlinarji-Tunnel (1154 m)              |
| Brücke über Wasserlauf (Strecke außer Betrieb) |                      | Vinjan-Viadukt (647 m)                | Vinjan-Viadukt (647 m)                |
| Tunnel (Strecke außer Betrieb) |                      | Škofije-Tunnel (3808 m)               | Škofije-Tunnel (3808 m)               |
| Abzweig ehemals geradeaus und von links |                      | von Prešnica cepišče                  | von Prešnica cepišče                  |
| Blockstelle |                      | Bivje cepišče                         | Bivje cepišče                         |
| Abzweig geradeaus und nach rechts |                      | nach Koper tovorna (Güterbahnhof)     | nach Koper tovorna (Güterbahnhof)     |
| Strecke |                      | nach Koper potniška (Personenbahnhof) | nach Koper potniška (Personenbahnhof) |
| |                      |                                       |                                       |
| Quellen: |                      |                                       |                                       |

Die Bahnstrecke Divača–Koper ist eine Eisenbahnstrecke in Slowenien, die derzeit noch im Bau ist. Sie zweigt in Divača von der Bahnstrecke Spielfeld-Straß–Trieste Centrale ab und führt nach Koper (Capodistria). Sie ersetzt die überlastete Bahnstrecke Prešnica–Koper, die aufgrund ihrer Eingleisigkeit und der großen Streckenneigung keine Erweiterung der Kapazität mehr zulässt.
Die Strecke soll im Jahr 2026 – zunächst eingleisig – in Betrieb gehen. Der zweigleisige Endausbau ist für das Jahr 2030 geplant.

## Geschichte

### Vorgeschichte
Einen ersten Eisenbahnanschluss erhielt Koper durch die 1902 eröffnete schmalspurige Lokalbahn Triest–Parenzo. Wegen Unrentabilität wurde diese Verbindung bereits 1935 wieder stillgelegt.
In Folge der Grenzziehung zwischen Italien und Jugoslawien nach dem Zweiten Weltkrieg kam der regional bedeutendste Hafen an der Adria, der Triest, zu Italien, sein gesamtes Hinterland aber zu Jugoslawien. Dies veranlasste Jugoslawien, den benachbarten Hafen Koper, der im eigenen Land lag, auszubauen. Dessen Verkehrsaufkommen entwickelte sich erfreulich. Jugoslawien beschloss daher, Koper mit einer von der Bahnstrecke Divača–Pula ausgehenden Stichbahn an das Eisenbahnnetz anzubinden. Diese Strecke wurde am 2. Dezember 1967 offiziell eröffnet.
Seit dem Zerfall Jugoslawiens im Jahr 1991 ist der Hafen Koper der einzige Hochseehafen in Slowenien. Die Bedeutung der Strecke im Güterverkehr nahm seitdem deutlich zu. Im Jahr 2017 verkehrten von und zum Hafen Koper etwa 180 Güterzüge pro Woche. 2017 sollen etwa 24 Mio. Tonnen Güter über die Strecke transportiert worden sein.
Seit den 1990er Jahren wurde darüber gesprochen, wie die Kapazität der Strecke erhöht werden könnte, durch Ausbau der bestehenden Strecke oder einen Neubau. Der Kernpunkt, an dem zunächst alle Vorhaben scheiterten, waren die Kosten. 2017 verabschiedete Slowenien ein Gesetz, um die Finanzierung sicherzustellen. Vorgesehen war dafür eine öffentlich-private Partnerschaft. Die Kosten für das Vorhaben wurden auf rund 1,2 Mrd. Euro veranschlagt, wovon auf Slowenien 522 Mio. Euro entfallen sollten. Es gab ein Kreditangebot von Ungarn, das an der Verbindung sehr interessiert ist, über 200 Mio. Euro, auf das Slowenien aber aus politischen Gründen nicht eingehen wollte.
Die Gegner des Projektes fürchteten wegen ausländischer Geldgeber einen Souveränitätsverlust des Landes. Sie erreichten über ein Referendum, dass eine Volksabstimmung zu dem Projekt durchzuführen war. Diese fand am 24. September 2017 statt, wobei 53,5 % der Abstimmenden (nur etwa 20 % der Abstimmungsberechtigten beteiligten sich) das Projekt befürworteten. In der Folge klagte eine zivilgesellschaftliche Gruppe, mit Unterstützung mehrerer Oppositionsparteien, gegen das Ergebnis, da sie der Regierung vorwarf, mit Steuergeldern in Höhe von 95 000 Euro die Kampagne zugunsten der Trasse finanziert zu haben. Das oberste Gericht des Landes gab Mitte März 2018 dieser Klage statt und urteilte, dass das Referendum wiederholt werden müsse. Der damalige Ministerpräsident, Miro Cerar, trat daraufhin am 15. März 2018 zurück.
Nur 14 Prozent der Wahlberechtigten nahmen an der zweiten Volksabstimmung über ein modifiziertes Projekt mit geänderter Finanzierung teil. Wegen der geringen Beteiligung war deren Ergebnis nicht rechtsverbindlich. So betrieb die Regierung das Projekt weiter, obwohl 50,07 % der Abstimmenden dagegen gestimmt hatten.

### Bau

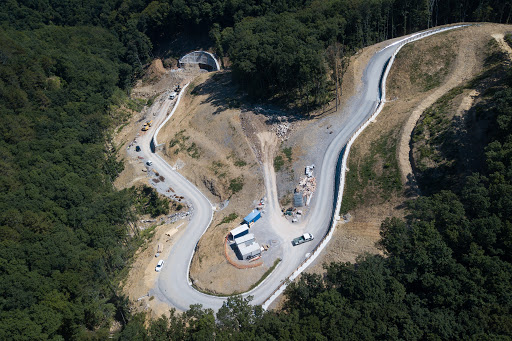
Glinščica

Bauherr und Konzessionsinhaber auf 45 Jahre – auch für den späteren Betrieb – ist die Projektgesellschaft 2TDK, die sich zu 100 % im Eigentum der Republik Slowenien befindet. Nach Erlöschen der Konzession fällt die Strecke an den slowenischen Staat. Das Projekt wurde in drei Baulose aufgeteilt: Divača–Črni Kal und Črni Kal–Koper für den Unterbau und ein drittes, das Oberbau, Oberleitung, Leit- und Sicherungstechnik umfasst.
2017 begann der Bau der 20,7 km langen Zufahrtsstraßen zu den Baustellen, der 2020 abgeschlossen war. Im September 2020 begannen die Arbeiten zum Bau von Brücken im Tal des Flusses Glinščica.
Die beiden ersten Baulose wurden von einem Konsortium aus den Unternehmen JV Kolektor CPG d. o. o., Yapı Merkezi İnşaat ve Sanayi A. Ş. und Özaltın İnşaat Ticaret Ve Sanayi A.Ş errichtet. Offizieller Baubeginn war am 5. Mai 2021 auf der Baustelle in Dekani.

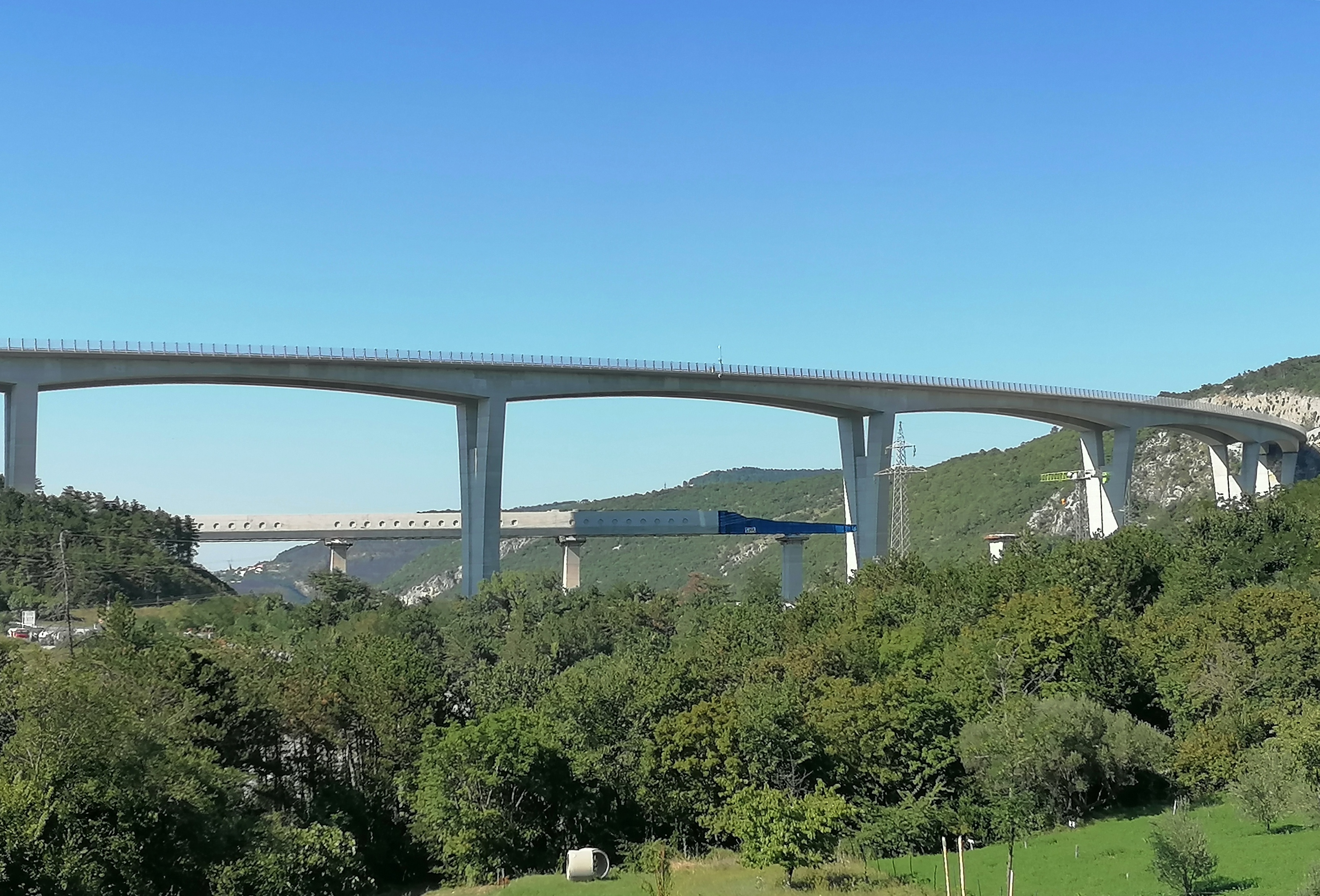
Viadukt im Bau

Am 13. Juni 2022 erfolgte im Mlinarji-Tunnel vorzeitig der erste Tunneldurchstich im Zuge der Neubaustrecke. Im Juli 2024 waren alle sieben Tunnel der Neubaustrecke mit einer Gesamtlänge von 37,4 km durchstochen.
2TDK vergab am 4. September 2023 den dritten und letzten Bauabschnitt an eine Arbeitsgemeinschaft aus drei Unternehmen, die die Strecke bis Ende 2025 fertigstellen sollen. 2026 sind Probefahrten vorgesehen.
Bis 2030 soll die Neubaustrecke zweigleisig ausgebaut werden. Dies wird als getrenntes Projekt mit eigener Finanzierung organisiert. Es ist mit 430 Mio. Euro veranschlagt. Die drei längsten Tunnel wurden von vornherein mit zwei Röhren errichtet, wobei die jeweils zweite Röhre zunächst nur als Service-Röhre genutzt werden soll. Nach dem zweigleisigen Ausbau soll die alte Strecke stillgelegt und in einen Radwanderweg umgewandelt werden.

## Streckenbeschreibung
Die neue Strecke wird zunächst ebenfalls eingleisig völlig unabhängig von der Bestandsstrecke mit einer Länge von 27,1 km errichtet. Sie verläuft 20,5 km in Tunneln, knapp 1,3 km auf Brücken und an zwei Stellen nahe entlang der italienischen Grenze. Die zweite Strecke ermöglicht in Kombination beider Strecken einen Richtungsbetrieb. Wie sich ein solcher Richtungsbetrieb über zwei unterschiedliche Strecken im Personenverkehr auswirken wird, ist bislang offen. Die Neubaustrecke soll hinsichtlich ihrer technischen Parameter weit günstiger als die Bestandsstrecke gestaltet werden, gleichwohl fast um die Hälfte kürzer sein. Die maximale Neigung soll nur noch 17 ‰ betragen, der Scheitelpunkt wird mit 433 m ü. N. fast hundert Meter niedriger liegen. Deshalb wird die neue Strecke für die Berg- und die Bestandsstrecke für die Talfahrt genutzt werden. Die Höchstgeschwindigkeit soll auf 160 km/h heraufgesetzt werden. Das ist nur möglich, indem die Strecke überwiegend in Tunneln verläuft. Dazu sind sieben Tunnel erforderlich, von denen die längeren eine parallele Service-Röhre erhalten. Alle Tunnel entstehen nach der Neuen Österreichischen Tunnelbaumethode. Die zweite Strecke soll die Gesamtkapazität der Verbindung auf 231 Züge pro Tag und 43,3 Mio. Tonnen Güter pro Jahr anheben.